# 過海隧道巴士W1線
過海隧道巴士W1線是香港一條來往金鐘（西）巴士總站及西九龍站巴士總站的已取消過海隧道巴士路線，在2018年9月23日投入服務，在2020年1月30日開始暫停服務，並在同年7月19日正式取消服務。路線取道西區海底隧道，沿途僅在中環與上環設中途站，以提供直達服務，由城巴有限公司營運，全程收費為$8.9。此路線在取消前是城巴「專營權二」中唯一並不來往香港國際機場或大嶼山的全日營運巴士路線。

## 歷史
為配合廣深港高速鐵路香港段於2018年9月通車，運輸署於2017年11月向區議會建議開辦3條「點對點」的全新特快巴士路線來往香港西九龍站，以方便乘客接駁高速鐵路，並以招标的形式決定營運該路線的巴士公司。此路線為其中一條獲建議開辦的路線，當時建議的走線為從金鐘（西）巴士總站開出，途經西區海底隧道及干諾道接駁香港西九龍站，並只設一、兩個中途站，以為乘客提供來往兩地的特快服務。
2018年7月，運輸署宣佈此路線由城巴投得，並獲編號為「W1」。W1線遂於同年9月23日投入服務，成為城巴「專營權二」中唯一並不來往香港國際機場或大嶼山的全日營運巴士路線。W1線起初僅於怡和大廈（香港島方向）、皇后像廣場（九龍方向）與香港西九龍站的上落客區設中途站，後因應時任中西區區議會議員甘乃威與伍凱欣的請求，於2019年9月23日開始增停港澳客輪碼頭（香港島方向）與皇后街（九龍方向），同時往金鐘方向駛至西區海底隧道港島出口後，車長可按交通情況改經干諾道西（西行）、水街及干諾道西（東行）返回原有路線。
2020年，2019冠狀病毒病疫情蔓延至香港，廣深港高速鐵路香港段於1月30日開始暫停服務，香港西九龍站亦於同日起關閉，W1線則因應此安排暫停服務。同年2月，運輸署在《2020－2021年度巴士路線計劃》指出W1線自開辦起客量持續偏低，並建議於當年第三季取消W1線的服務。儘管該建議被中西區區議會通過的臨時動議反對，亦遭遇油尖旺區議會的反對聲音，該建議仍於同年7月19日獲落實。

## 服務時間及班次
W1線於取消服務前全日服務。以下服務時間及班次資訊以取消服務前為准。
| 服務時間     | 服務時間       | 班次（分鐘） |
| 金鐘（西）開 | 高鐵西九龍站開 | 班次（分鐘） |
| ------------ | -------------- | ------------ |
| 05:45－07:30 | 不適用         | 35           |
| 07:30－20:00 | 07:30－20:30   | 30           |
| 20:00－21:45 | 20:30－00:00   | 35           |

## 收費
W1線在取消服務前全程收費為$8.9，不設分段收費，設12歲以下小童及65歲或以上長者半價優惠。以下收費及八達通轉乘優惠資訊以暫停服務／取消服務前為准。

### 八達通轉乘優惠
W1線九龍方向設有與970、970X、971、973等過海隧道巴士路線，以及A22、E23、E23A等機場巴士路線的八達通轉乘優惠，乘客如在第二程巴士車程以同一張八達通卡繳付上述路綫的車資，可享有$1.0的轉乘優惠。
W1線香港島方向設有與1、1P、2、4、4X、5B、5X、6、6A、6X、7、10、11、511、12、12A、12M、13、15、15C、18、18P、18X、23、23B、25、26、30X、37A、37B、37X、40、40M、66、70、70A、75、90、90B、91、94、97、260、590、629、720、720A、720P、722、780、780P、788、789等香港島巴士路線、930、930A、930X、962、962P、962B、962S、962X、969、969P、969B等過海隧道巴士路線，以及A11、E11、E11A、E11S等機場巴士路線的八達通轉乘優惠，乘客如在第二程巴士車程以同一張八達通卡繳付上述路線的車資，可享有$1.0的轉乘優惠。

## 用車
此路線停辦前之車務由城巴營運貳部管轄，一直主要使用配備雙輪椅位和行李架的Enviro 500 MMC Facelift 12.8米雙層巴士（指定車隊編號6568－6575）。開辦時於星期一至五及公眾假期，以及星期六，分別獲派6輛及7輛空調雙層巴士行走。2019年間多度削減班次及派車數目，3月18日減至每日派出5輛空調雙層巴士，8月19日及12月16日起各再削減一輛用車，使此路線在取消前派車僅3輛。

## 走綫及停站
W1線由金鐘（西）開出的班次經德立街、紅棉路支路、琳寶徑、遮打道、昃臣道、干諾道中、干諾道西、西區海底隧道、西九龍公路、佐敦道天橋、佐敦道、匯民道與海泓道前往高鐵西九龍站，由高鐵西九龍站開出的班次經海泓道、匯民道、佐敦道、連翔道、西九龍公路、西區海底隧道、干諾道西、干諾道中、民吉街、干諾道中、夏慤道、紅棉路支路、金鐘道、添馬街、德立街前往金鐘（西），具體停站請參考資訊框。W1線與過海隧道巴士914線的路線極為相近，W1線的營辦商自身更表示後者可以代替前者。
W1線取消前往高鐵西九龍站方向的全程行車里數約為7.3公里，行車時間約為25分鐘；往金鐘方向的全程行車里數約為8.9公里，行車時間約為30分鐘。

## 客量及取消服務
廣深港高速鐵路香港段自開通後客量低於預期，連帶此線客量亦一直偏低，城巴於2019年初接受傳媒訪問時透露，此路線自投入服務至3月中，最繁忙半小時平均載客率低於30%，並在該年多番削減此路線班次。2020年2月，運輸署在《2020－2021年度巴士路線計劃》指出W1線自開辦起客量持續偏低，每日載客量僅400人，最繁忙一小時的載客率僅17%，而最低載客量更是0%（巴士術語俗稱「吉車遊街」），就算在2019年增停上環也無濟於事，故建議取消W1線的服務。
時任中西區區議會交通及運輸委員會主席葉錦龍表示W1線為「政治路線」，並因而支持取消W1線的服務，民主建港協進聯盟黨籍的時任油尖旺區議會議員孔昭華則基於W1線客量持續偏低與可被替代等因素而同樣支持取消W1線的服務。民主黨黨籍的時任中西區區議會議員甘乃威認為應先繼續觀察一段時間才決定是否取消服務，並提出臨時動議反對取消W1線的服務且獲通過。時任油尖旺區議會交通及運輸委員會主席陳嘉朗亦對《2020－2021年度巴士路線計劃》欲取消W1線表示失望，並表示如運輸署堅持取消W1線的服務，914線須繞經香港西九龍站一帶。
儘管遭遇兩區區議會的反對聲音，取消W1線的服務的建議仍於2020年7月19日獲落實。在W1線正式取消服務前，時任中西區區議會議員梁晃維表示，W1線與914線的路線過於相近，兩線均能到達西區海底隧道與西九龍站，而除W1線會直接繞到西九龍站下，而914線則僅停在柯士甸站附近外，兩線基本上無甚區別，因此支持W1線取消服務。